# Zbrodnia w Ludwikówce
Zbrodnia w Ludwikówce – zbrodnia dokonana w nocy z 17 na 18 lutego 1944 r. na polskich mieszkańcach wsi Ludwikówka, położonej w powiecie rohatyńskim województwa stanisławowskiego, popełniona przez sotnię Ukraińskiej Powstańczej Armii „Siromancy” pod dowództwem Dmytra Karpenki „Jastruba”. 

## Przed zbrodnią
Ludwikówka była wsią czysto polską, w której istniała samoobrona uzbrojona w broń białą, pełniąca warty ostrzegające przed napadami. W nocy 15 lutego 1944 r. wartownicy starli się z patrolem UPA przejeżdżającym przez Ludwikówkę. Zginął członek samoobrony Władysław Szyndler, a drugi został ranny. Ranny został również jeden z intruzów.

## Przebieg napadu

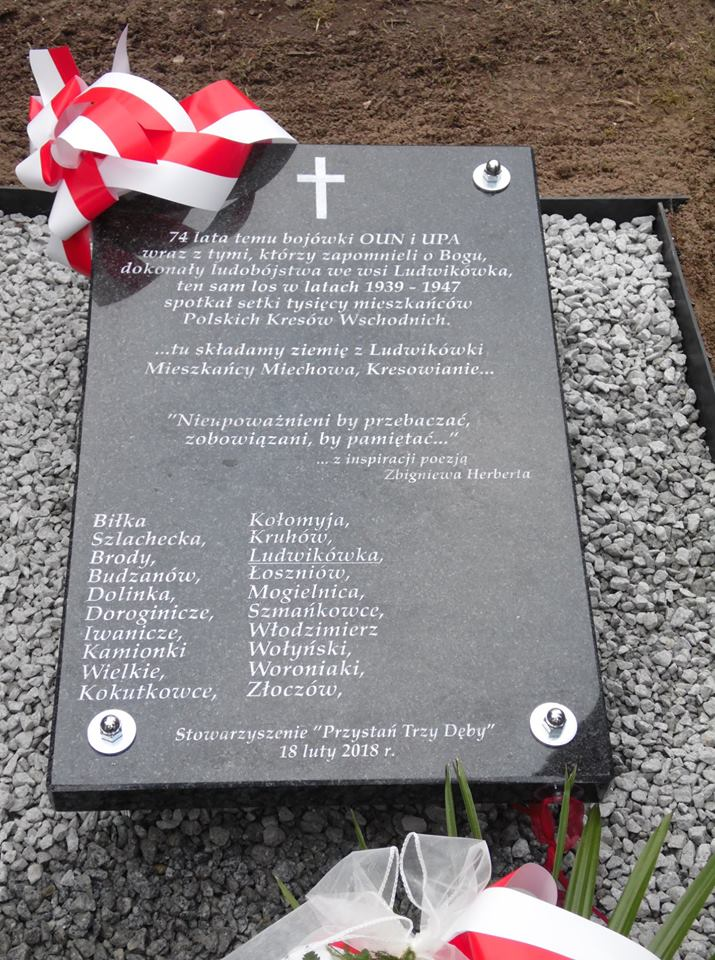
Tablica na cmentarzu w Miechowie upamiętniająca ofiary z Ludwikówki

W nocy z 17 na 18 lutego 1944 r. Ludwikówka została otoczona i zaatakowana przez oddział UPA i lokalną bojówkę OUN. W wyniku ostrzału pociskami zapalającymi we wsi wybuchły pożary; spłonęło 180 gospodarstw. Polaków zabijano bez względu na płeć i wiek przy użyciu siekier i noży, do uciekających strzelano. Część zabitych zginęła w płonących budynkach, część zamarzła ukrywając się w bieliźnie na polach. Ustalono 127 nazwisk ofiar. Zdaniem Sz. Siekierki, H. Komańskiego i E. Różańskiego w wyniku napadu zginęło około 200 Polaków, 27 osób zostało rannych. Według raportu UPA zabito 330 ludzi, w tym 295 mężczyzn, 30 kobiet i 5 dzieci; strat własnych nie odnotowano.
Dzień po zbrodni do wsi przyjechali Niemcy i zabrali ocalałych mieszkańców do Rohatyna.